# Franco Ledesma
Franco Emanuel Ledesma (San Miguel de Tucumán, Argentina, 3 de octubre de 1992) es un futbolista argentino que juega como central en San Marcos de Arica de la Primera B de Chile.

## Trayectoria
Oriundo de San Miguel de Tucumán, comenzó su carrera profesional en el San Jorge del Torneo Argentino C. En 2012, fichó por Atlético Concepción del Torneo Argentino B, donde jugó 9 partidos en 2 temporadas. Para 2013, firmó por Argentinos de 25 de Mayo, fichando a mediados del mismo año por Instituto Deportivo Santiago, que a su vez lo cedería al Sportivo Guzmán en 2014, cortando la cesión para irse nuevamente cedido al Central Córdoba (SdE) del Torneo Federal A. Su segundo partido por El Ferroviario terminó en un empate ante San Martín de Tucumán, el cual luego fue otorgado al conjunto tucumano como una victoria, ya que Ledesma no era elegible para el partido, puesto que su cesión a Sportivo Guzmán no había sido finalizada oficialmente.
Dejó Instituto en 2015 para unirse a Mitre de Santiago del Estero. Al año siguiente, pasó al Sportivo Patria hasta julio de 2016, donde regresó a Mitre. En 2019, es fichado por Independiente Rivadavia, para en julio de 2020 firmar por Alvarado.
En diciembre de 2022, se anunció su fichaje por Deportes Iquique de la Primera B de Chile, en lo que será su primera experiencia en el extranjero.Luego de contribuir con el ascenso a la Primera división del cuadro iquiqueño, en 2024 regresa a su país natal, para defender los colores de Agropecuario de la Primera Nacional. En enero de 2025 es anunciado su regreso al fútbol chileno, esta vez para defender los colores de San Marcos de Arica de la Primera B.

## Clubes
| Club                             | País      | Año       |
| -------------------------------- | --------- | --------- |
| San Jorge                        | Argentina | 2011      |
| Atlético Concepción              | Argentina | 2012-2013 |
| Argentinos de 25 de Mayo         | Argentina | 2013      |
| Instituto Deportivo Santiago     | Argentina | 2013-2014 |
| → Sportivo Guzmán (cedido)       | Argentina | 2014      |
| → Central Córdoba (SdE) (cedido) | Argentina | 2014      |
| Mitre de Santiago del Estero     | Argentina | 2015      |
| Sportivo Patria                  | Argentina | 2016      |
| Mitre de Santiago del Estero     | Argentina | 2016-2019 |
| Independiente Rivadavia          | Argentina | 2019-2020 |
| Alvarado                         | Argentina | 2020-2022 |
| Deportes Iquique                 | Chile     | 2023      |
| Agropecuario                     | Argentina | 2024      |
| San Marcos de Arica              | Chile     | 2025-Act. |